# Купе номер шесть
«Купе номер шесть» (фин. Hytti nro 6) — художественный фильм 2021 года режиссёра Юхо Куосманена совместного производства Финляндии, Эстонии, России и Германии. Главные роли в нём сыграли Сейди Хаарла и Юрий Борисов. Премьера состоялась в июле 2021 года на 74-м Каннском кинофестивале, где фильм получил Гран-при. Картина, высоко оценённая критиками, стала кандидатом от Финляндии в номинанты на премию «Оскар-2022» в категории «Лучший фильм на иностранном языке», она номинировалась на премию «Золотой глобус» как лучший фильм на иностранном языке и на премию «Сезар» в категории «Лучший иностранный фильм», получила ряд других премий и номинаций.

## Сюжет
Литературной основой сценария стал роман Росы Ликсом. Главная героиня — финская студентка Лаура, которая едет поездом Москва—Мурманск, чтобы увидеть петроглифы. В купе она оказывается вдвоём с русским парнем Лёхой, который сначала кажется ей грубым и неприятным типом. Постепенно Лаура понимает, что её попутчик — более сложная натура. Герои сближаются, и когда поезд подъезжает к Мурманску, Лаура целует Лёху. В Мурманске ей говорят, что в это время года поездки к петроглифам невозможны. Тогда Лаура находит Лёху на работе, он нанимает катер и едет смотреть петроглифы вместе с ней.
В финале герои расстаются. Лаура по дороге обратно в гостиницу раскрывает прощальное письмо от Лёхи и видит в нём только два слова на финском. Это ругательство, которое она произнесла в начале знакомства, отвечая Лёхе на вопрос «Как будет по-фински „Я тебя люблю“?».

## В ролях
- Сейди Хаарла — Лаура
- Юра Борисов — Лёха
- Юлия Ауг — проводница
- Динара Друкарова — Ирина Межинская
- Лидия Костина — Лидия
- Томи Алатало — Саша

## Создание и оценки
Съёмки картины проходили с 12 февраля по 25 марта 2020 года. Часть сцен была отснята в вагоне поезда, который ходил по кругу под Санкт-Петербургом, затем несколько съёмочных вагонов прицепили к реальному поезду, следовавшему в Петрозаводск. Остальные «вагонные» сцены доснимали в павильоне. Натурные съёмки прошли в Петрозаводске, Оленегорске, Териберке и Мурманске. Эпизод на вечеринке, с которого начинается фильм, был снят в квартире режиссёра Николая Хомерики в Санкт-Петербурге.
Фильм был впервые показан на 74-м Каннском кинофестивале в июле 2021 года, где получил Гран-при. Он был хорошо встречен критиками. Так, Дэвид Руни из The Hollywood Reporter назвал «Купе номер шесть» одним из лучших фильмов фестиваля, имеющим большие шансы быть выдвинутым на «Оскар». По словам Руни, «Купе» — «меланхолическая драма, но в то же время она неожиданно воодушевляющая в своём понимании человеческого одиночества. Каким бы мрачным ни казался фильм из-за запаха несвежей выпивки и сигаретного дыма, для терпеливой публики, готовой отказаться от быстрого и лёгкого результата, здесь есть на что посмотреть». Джонатан Ромни из Screen Daily был более сдержан: «Картина получилась несколько легковесной, чтобы быть полностью убедительной. Скорее всего, у покупателей и жюри она вызовет симпатию, но не энтузиазм».
Российский критик Антон Долин охарактеризовал «Купе номер шесть» как «непритязательное и трогательное кино». Для обозревателя «Коммерсанта» это «финский фильм, который кажется безусловно русским» из-за множества отсылок, «медленное, неповоротливое, пахнущее креозотом и похмельем роуд-муви», в котором Борисов сыграл абсолютно трогательного персонажа. Рецензент «Фильм.ру» охарактеризовал «Купе» как «зрительский и понятный фильм», который заставляет «зал дышать в одном ритме и объединяет абсолютно разных людей: актёров и режиссёров, критиков и журналистов». Он отметил «чарующую простоту» игры Юрия Борисова, «солнечность» и «детскую весёлость» всего фильма.
Обозреватель журнала «Сеанс» увидел в «Купе» «теплую северную интонацию, любовный взгляд на человека», «финскую нежность», заметные уже в первом фильме Куосманена, «Самый счастливый день в жизни Олли Мяки», но здесь выраженные ещё острее.
В России у «Купе номер шесть» было отозвано прокатное удостоверение из-за принятия закона о запрете ЛГБТ-пропаганды.

## Награды и номинации
- 2021 — Гран-при и специальное упоминание экуменического жюри на Каннском кинофестивале.
- 2021 — приз за лучшую мужскую роль (Юра Борисов) на Вальядолидском кинофестивале.
- 2021 — приз за лучший международный фильм на Иерусалимском кинофестивале.
- 2021 — три номинации на премию Европейской киноакадемии: лучший европейский фильм, лучший европейский актёр (Юра Борисов), лучшая европейская актриса (Сейди Хаарла).
- 2021 — номинация на премию британского независимого кино.
- 2022 — приз ФИПРЕССИ и приз за лучшую женскую роль (Сейди Хаарла) на Гётеборгском кинофестивале.
- 2022 — 8 премий «Юсси»: лучший фильм, лучшая режиссура, лучший сценарий, лучшая женская роль (Сейди Хаарла), лучшая операторская работа, лучший монтаж (Юсси Раутаниеми), лучшая работа художника-постановщика, лучший грим (Лиина Пихел). Кроме того, лента получила 4 номинации: лучшая мужская роль (Юра Борисов), лучшая мужская роль второго плана (Томи Алатало), лучшие костюмы (Яанус Вахтра), лучший дизайн звука (Пиету Корхонен).
- 2022 — номинация на премию «Золотой глобус» за лучший фильм не на английском языке[14].
- 2022 — номинация на премию «Сезар» за лучший иностранный фильм[15].
- 2022 — номинация на премию «Спутник» за лучший международный фильм.
- 2022 — номинация на премию «Независимый дух» за лучший международный фильм.
- 2022 — номинация на премию «Ника» за лучший фильм.
- 2022 — номинация на премию «Белый слон» за лучшую мужскую роль (Юра Борисов).

«Купе номер шесть» стало кандидатом от Финляндии в номинанты на премию «Оскар-2022» в категории «Лучший фильм на иностранном языке».